# Bastuklubb

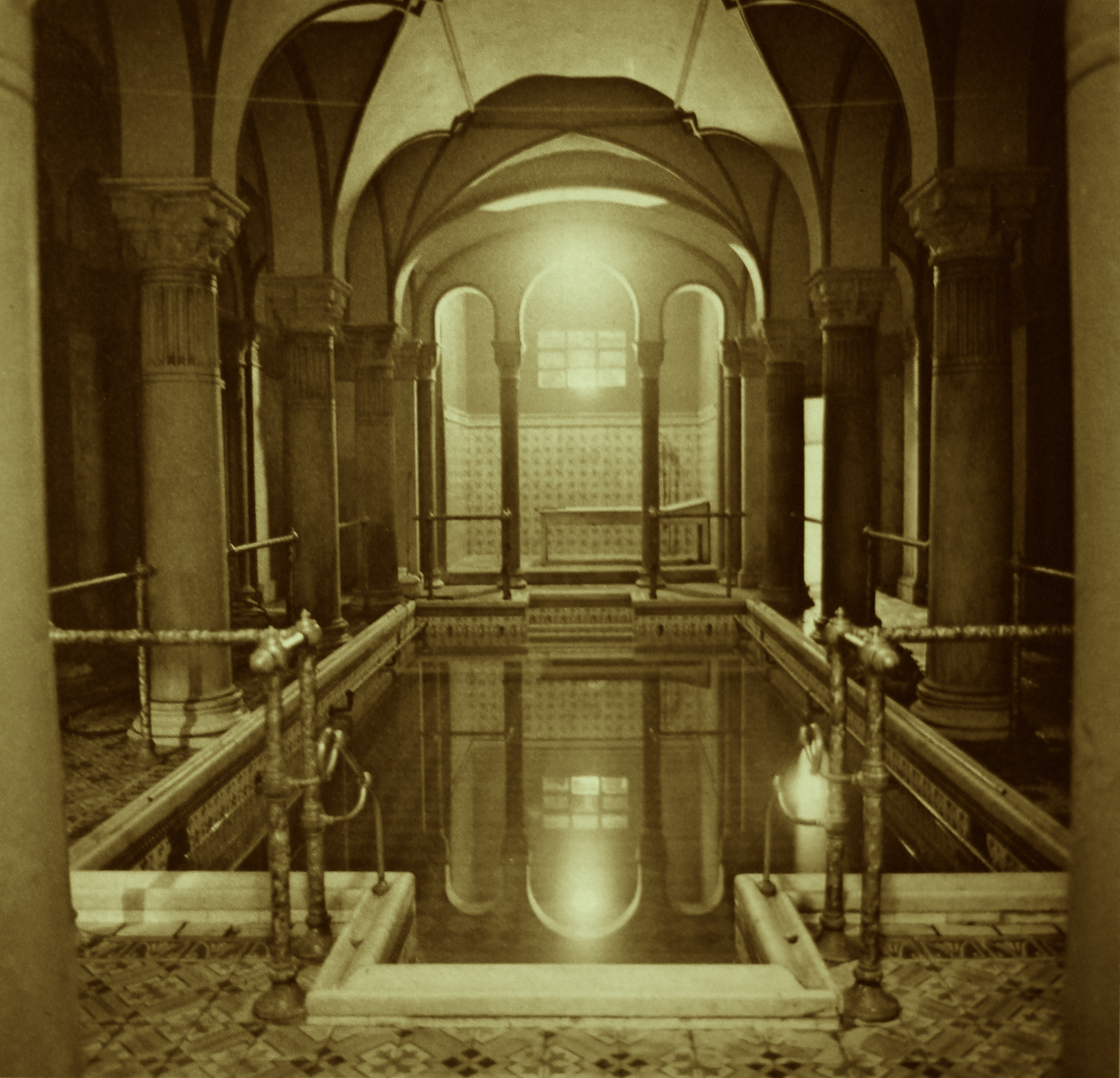
Kaiserbruendl: Bastuklubb för män (1889)

En bastuklubb är en lokal där besökare kan ha tillfälliga sexuella förbindelser. Bastuklubbar var förbjudna i Sverige 1987–2004 enligt "bastuklubbslagen", mycket på grund av allmänhetens rädsla för hiv-smitta. Än idag är bastuklubbar förbjudna i delar av världen, som i San Francisco sedan 1984 och i New York sedan 1985.
Bastu, ångbastu och jacuzzi är vanliga på bastuklubbarna, men även britsförsedda kabiner, filmrum med pornografi, kafé- eller bar-utrymmen samt rum för styrketräning.